# Kidwelly and Burry Port Railway
Kidwelly and Burry Port Railway war eine britische Eisenbahngesellschaft in Carmarthenshire in Wales.
Die Kidwelly and Llanelly Canal and Tramroad Company sah sich kurz nach der Eröffnung ihres Kanales in Konkurrenz zur  Carmarthenshire Railway, die eine Bahnstrecke ins Tal des Gwendraeth Fawr plante. Die Gesellschaft erhielt daraufhin am 5. Juli 1865 das Recht, den Kanal in eine Bahnstrecke umzuwandeln und den Namen in Kidwelly and Burry Port Railway zu ändern. Am 30. April 1866 fusionierte die Gesellschaft mit der Burry Port Company zur Burry Port and Gwendraeth Valley Railway.